# Regionalverbände in Baden-Württemberg
Der Regionalverband im Bundesland Baden-Württemberg ist eine Körperschaft des öffentlichen Rechts, dessen Aufgabe die Umsetzung der Regionalplanung nach dem Landesplanungsgesetz ist. In Baden-Württemberg wurden zum 1. Januar 1973 durch das „Zweite Gesetz zur Verwaltungsreform (Regionalverbandsgesetz) vom 26. Juli 1971 (GBl. S. 336)“ insgesamt zwölf solcher Regionalverbände eingerichtet. Die Regionalverbände haben als „Organe“ jeweils eine Verbandsversammlung bzw. eine Regionalversammlung  und einen Verbandsvorsitzenden bzw. Regionaldirektor, der von der Verbandsversammlung gewählt wird.

## Besonderheiten
Bei der Einrichtung der zwölf Regionalverbände wurde der Regionalverband Donau-Iller länderübergreifend eingerichtet, d. h., er ist auch für Gebiete in Bayern zuständig. Am 1. Januar 2006 wurde der bisherige Regionalverband Rhein-Neckar-Odenwald aufgelöst und seine Aufgaben auf den durch Staatsvertrag neu gegründeten länderübergreifenden Verband Region Rhein-Neckar übertragen. Somit sind heute zwei Regionalverbände länderübergreifend tätig.
Als weitere Besonderheit der zwölf Regionalverbände in Baden-Württemberg wurde der 1973 gegründete Regionalverband Mittlerer Neckar bzw. Regionalverband Stuttgart später in den Verband Region Stuttgart überführt. Dieser erhielt weitergehende Zuständigkeiten und hat als einziger eine vom Volk direkt gewählte Regionalversammlung. Diese wählt den Verbandsvorsitzenden und den hauptamtlichen Regionaldirektor (einen Beamten, der die laufenden Geschäfte erledigt).

## Organisation

### Verbandsversammlung
Die Verbandsversammlung ist das Hauptorgan eines Regionalverbandes bzw. einer Region in Baden-Württemberg. Die Mitglieder der Verbandsversammlung werden von den einzelnen Kreistagen und Landräten der Landkreise bzw. von den Gemeinderäten und Oberbürgermeistern der Stadtkreise gewählt. Einzig der Verband Region Stuttgart lässt die Verbandsversammlung als Teil der Kommunalwahlen direkt von den Wahlberechtigten der Region wählen. Die Verbandsversammlung wählt aus ihrer Mitte einen Verbandsvorsitzenden.

### Verbandsvorsitzender
Der Verbandsvorsitzende ist der ehrenamtlich tätige Vertreter eines Regionalverbandes bzw. einer Region in Baden-Württemberg.
Der Verbandsvorsitzende ist Vorsitzender der Verbandsversammlung. Er vertritt den Regionalverband, leitet die Verbandsverwaltung und erledigt die Geschäfte der laufenden Verwaltung. Er bereitet die Sitzungen der Verbandsversammlung und ihrer Ausschüsse vor und vollzieht deren Beschlüsse. An seiner Seite hat er zur dauernden Erledigung seiner Aufgaben einen Verbandsdirektor.

### Verbandsdirektor
Zur Erledigung der Verwaltungstätigkeiten gibt es am Sitz des Regionalverbands eine Geschäftsstelle des Verbands mit einem Verbandsdirektor, der ebenfalls von der Verbandsversammlung gewählt wird und Beamter auf Zeit ist. Der Verbandsdirektor ist ständiger Vertreter des Verbandsvorsitzenden und der hauptamtliche Verwaltungsbeamte eines Regionalverbands. Er wird von der Verbandsversammlung auf acht Jahre gewählt. Er könnte auch Verbandsdirektor von zwei Regionalverbänden sein.

### Geschäftsstellen
Die Geschäftsstelle des Verbands oder Verbandsverwaltung ist die „Verwaltungsbehörde“ eines Regionalverbands bzw. einer Region. Hier erledigt der Verbandsdirektor mit seinen Angestellten die laufenden Angelegenheiten des Regionalverbands bzw. der Region. Die Sitze der einzelnen Regionalverbände sind im „Zweiten Gesetz zur Verwaltungsreform (Regionalverbandsgesetz) vom 26. Juli 1971 (GBl. S. 336)“ festgelegt. Insgesamt gibt es in Baden-Württemberg zwölf solcher „Dienststellen“.

## Überblick der Regionalverbände

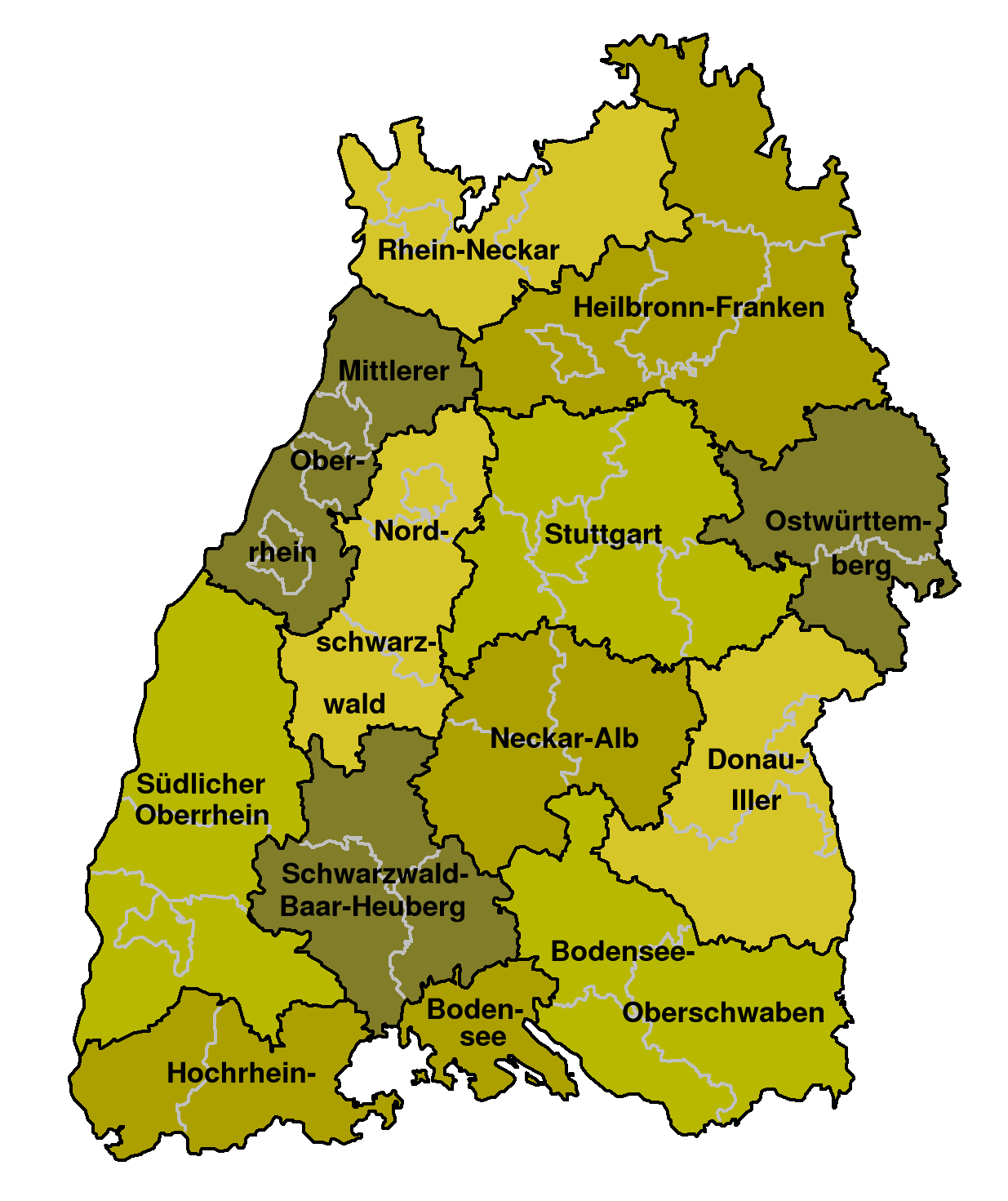
Karte der Regionen in Baden-Württemberg

Die einzelnen Regionalverbände bzw. Regionen im Überblick:
- Regionalverband Donau-Iller mit Sitz in Ulm; ihm gehören seit seiner Gründung auch drei bayerische Landkreise sowie Memmingen als kreisfreie Stadt an
- Regionalverband Heilbronn-Franken (früher Regionalverband Franken) mit Sitz in Heilbronn
- Regionalverband Bodensee-Oberschwaben mit Sitz in Ravensburg
- Regionalverband Hochrhein-Bodensee mit Sitz in Waldshut-Tiengen
- Verband Region Karlsruhe (bis März 2025 Regionalverband Mittlerer Oberrhein) mit Sitz in Karlsruhe
- Regionalverband Neckar-Alb mit Sitz in Mössingen
- Regionalverband Nordschwarzwald mit Sitz in Pforzheim
- Regionalverband Ostwürttemberg mit Sitz in Schwäbisch Gmünd
- Regionalverband Schwarzwald-Baar-Heuberg mit Sitz in Villingen-Schwenningen
- Verband Region Südlicher Oberrhein (bis März 2025 Regionalverband Südlicher Oberrhein) mit Sitz in Freiburg im Breisgau
- Verband Region Rhein-Neckar (bis 2005 Regionalverband Rhein-Neckar-Odenwald bzw. früher Regionalverband Unterer Neckar) mit Sitz in Mannheim; ihm gehören seit 1. Januar 2006 auch ein Landkreis in Hessen sowie vier Landkreise und sechs kreisfreie Städte in Rheinland-Pfalz an
- Verband Region Stuttgart (früher Regionalverband Mittlerer Neckar) mit Sitz in Stuttgart